# Бигорский монастырь
Бигорский монастырь Святого Иоанна Крестителя (макед. Бигорски манастир) — монастырь Македонской православной церкви, расположенный на северо-западе Северной Македонии, рядом с магистальным путём Дебар-Гостивар, лежит на склонах планины Бистре, на берегу реки Радике между деревень Ростуше, Велебрдо, Битуше и Требишта. Название «Бигорский» связано с монастырскими постройками из известкового туфа (по-македонски «бигор»).

## История
Основан в 1020 году: по легенде, монастырь появился на том месте, где монах Иоанн Дебарский выловил из реки Радик чудотворную икону Иоанна Крестителя.

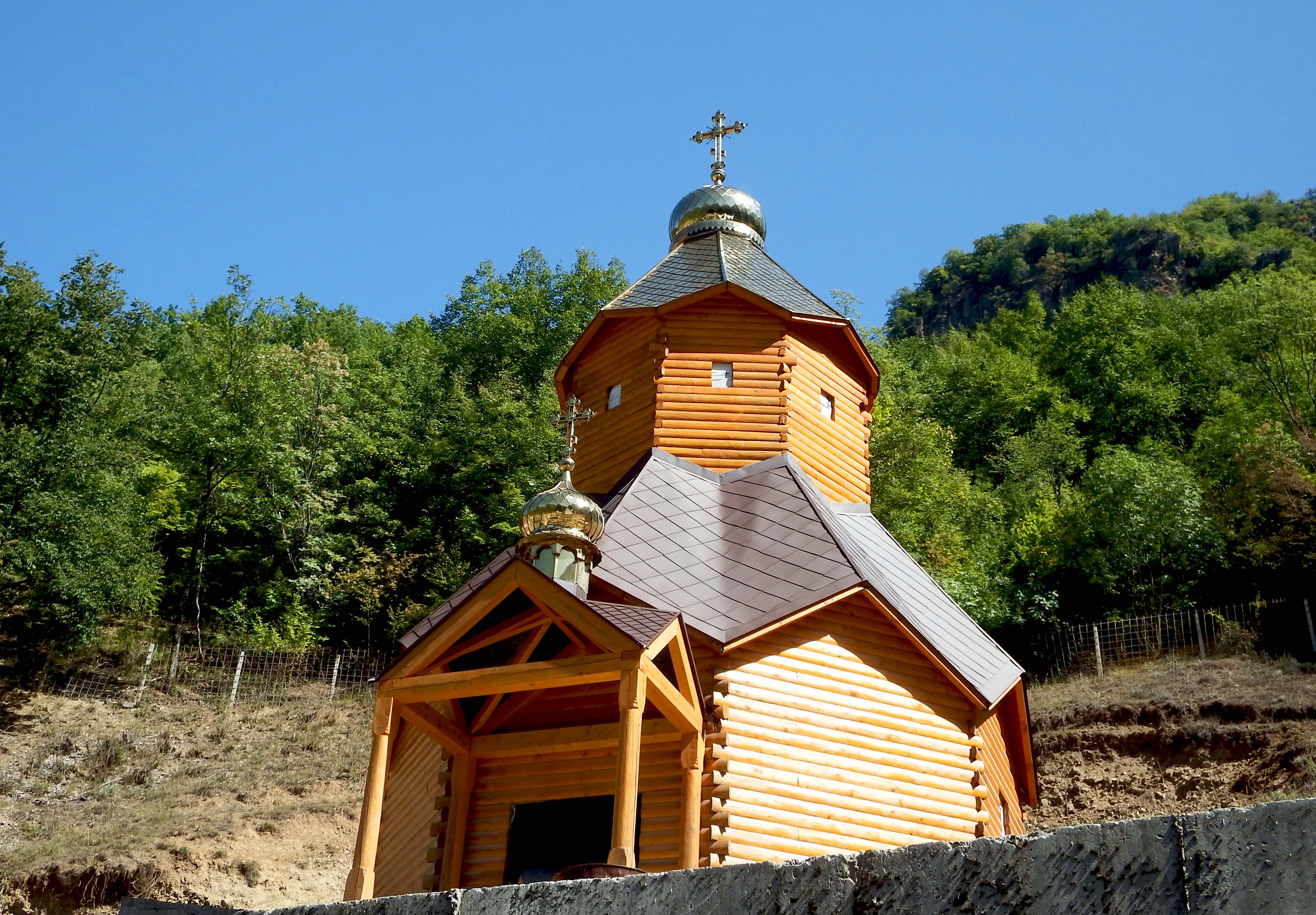
Скит Св. Серафима Саровского

В XVI веке монастырь был разрушен турками. После турецкого владычества на территории монастыря осталась только небольшая церковь . Икона Иоанна Крестителя таинственным образом исчезла и, по легенде, в полной сохранности возвратилась позже — на том же месте, что и впервые.
Восстановление монастыря началось только в 1743 году игуменом Иларионом.
Известен иконостас монастырского храма — самый знаменитый иконостас в Северной Македонии. Он был создан в 1829—1835 годах. Его создатели — Пётр Филипов-Гарката и его брат Марко из села Гари, Макраридж Фрковски из села Галикник и Аврам Диков с сыновьями Вазилом и Филипом из села Озои. Иконостас разделён на шесть чинов. Резьба представляет собой растительный орнамент. В 1885 году был создан серебряный оклад иконы Иоанна Крестителя, в котором она сохраняется и поныне.